# Järnkläpparna
Järnkläpparna är klippor i Finland.   De ligger i kommunen Kimitoön i landskapet Egentliga Finland, i den södra delen av landet, 160 km väster om huvudstaden Helsingfors. Järnkläpparna ligger 5 meter över havet.
Terrängen runt Järnkläpparna är mycket platt.  Det finns inga samhällen i närheten. 